# Milser Straße
De Milser Straße (L335) is een 1,11 kilometer lange Landesstraße (lokale weg) in het district Innsbruck Land in de Oostenrijkse deelstaat Tirol. De weg is een zijweg van de Tiroler Straße (B171) en zorgt voor een verbinding met Mils bij Hall (605 m.ü.A.).